# Spielende Kinder (Hannover)

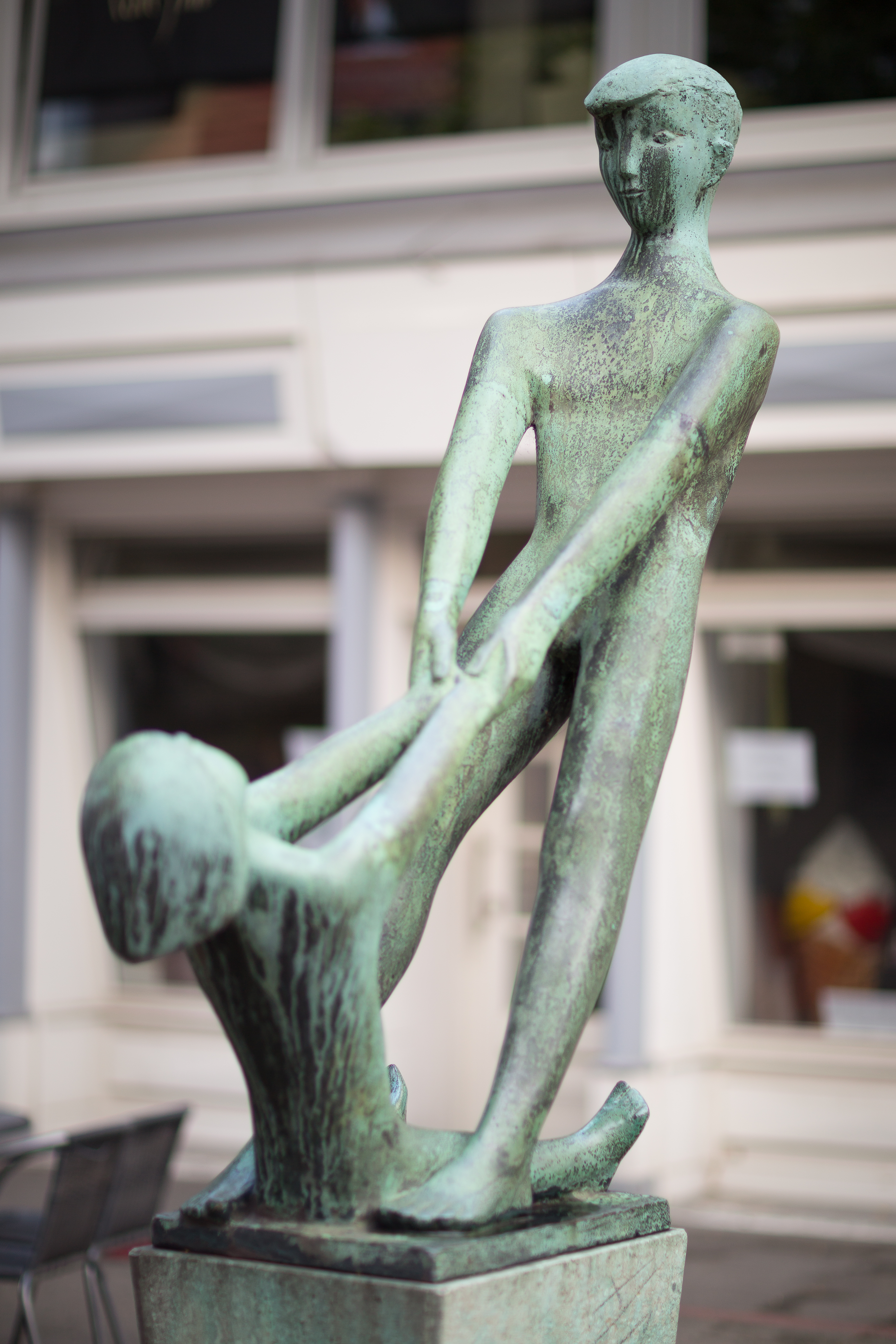
Das „Waagespiel“ zwischen Hans-Peter Lehmann und seiner Schwester Katharina war 1956 auf der documenta zu sehen

Spielende Kinder lautet der Name des Brunnens mit der Plastik zweier Kinder in der Grupenstraße von Hannover. Der Bildhauer Kurt Lehmann nahm hierfür bereits in den 1940er Jahren seine eigenen beiden Kinder beim „Waagespiel“ zur Vorlage seiner Skulptur.

## Geschichte
Nach dem Zweiten Weltkrieg, während dessen durch die Luftangriffe auf Hannover fast die Hälfte der Stadt Hannover zerstört worden war, skizzierte der Bildhauer Kurt Lehmann bereits zur Zeit der Britischen Besatzungszone zwei spielenden Kinder: Lehmanns Sohn Hans-Peter und seine Tochter Katharina gaben dem Künstler in den Jahren 1946 und 1947 die Anregung für die spätere plastische Ausgestaltung der Spielgruppe.

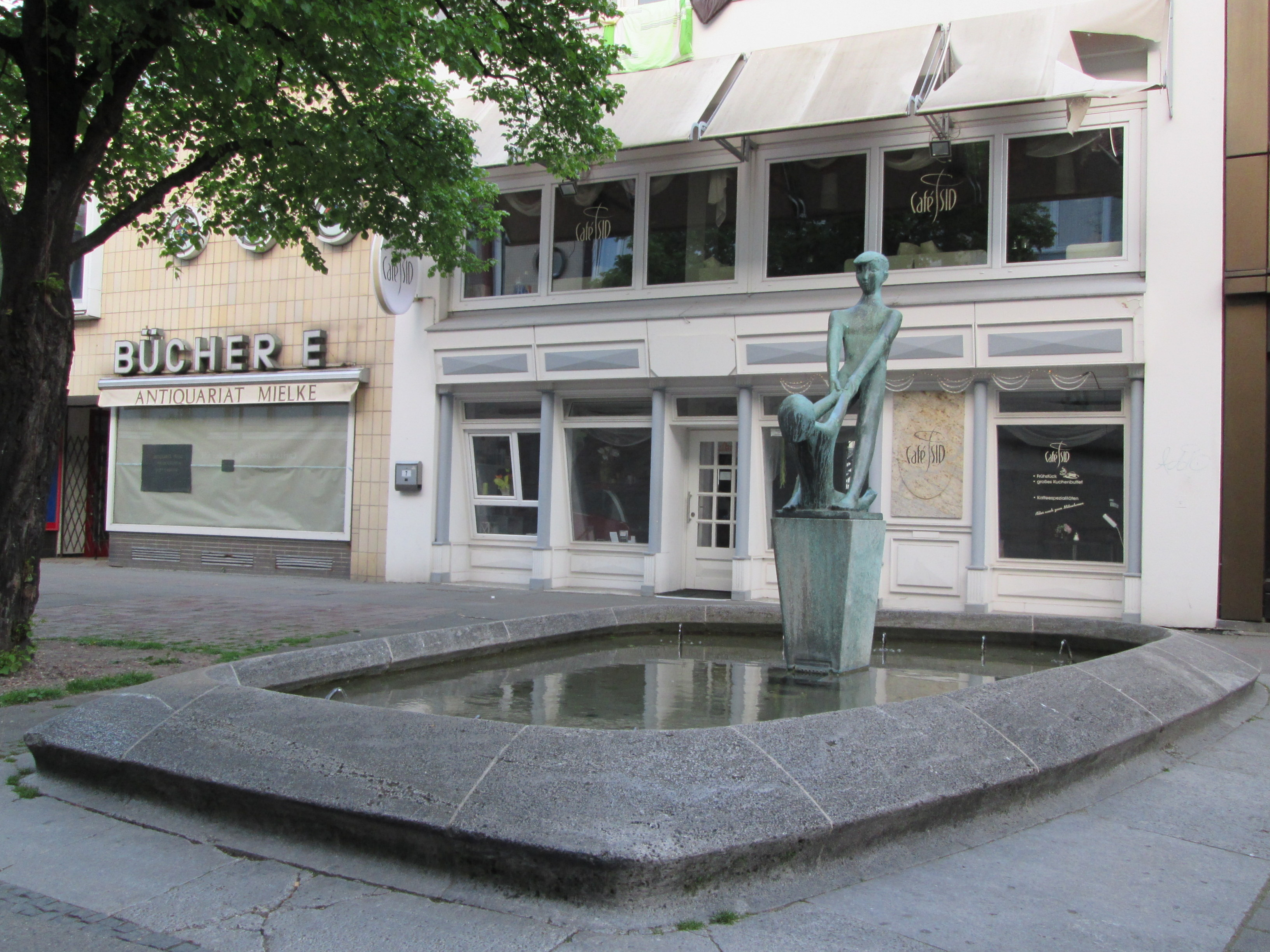
Das Brunnenbecken im Stil der 1950er Jahre

Nachdem im Wiederaufbau-Konzept unter dem hannoverschen Stadtbaurat Rudolf Hillebrecht mit der neuen Grupenstraße, die ab 1950 als Fußgängerzone angelegt und 1954 freigegeben wurde, hatte Kurt Lehmann bereits im Vorjahr 1953 seine beiden spielenden Kinder in Bronze gießen lassen. Die Skulptur war dann 1956 auf der ersten documenta ausgestellt und von der Stadt Hannover erworben worden. Noch im selben Jahr wurde die Plastik in dem im Stil der 1950er Jahre neu geschaffenen Brunnen aus Muschelkalk auf erhöhtem Sockel aufgestellt. Vom Beckenrand aus werden seitdem acht Wasserstrahlen in geringer Höhe nach innen geführt.
Bei der ersten Inbetriebnahme des Brunnens in der Grupenstraße hatte seinerzeit niemand ahnen können, dass damit Hans-Peter Lehmann, „dem späteren Intendanten der Niedersächsischen Staatsoper bereits ein frühes Denkmal gesetzt werden würde.“
Als die Unternehmerin Emma Böhmeke 1972 mit ihrer Musikalienhandlung in das ebenfalls in den 1950er Jahren entstandene Geschäftsgebäude in der Grupenstraße umzog, nannte sie ihr traditionsreiches Musikhaus in Anlehnung an den Brunnen mit den spielenden Kindern vor der markanten Schaufensterfront in „Musikbrunnen“ um.